# Симеру (волость)
Симеру (ест. Sõmeru vald) — волость в Естонії, у складі повіту Ляяне-Вірумаа. Волосна адміністрація розташована в селищі Симеру.

## Розташування
Площа волості — 168.29 км², чисельність населення станом на 2011 рік становить 3752 чоловіка.
Адміністративний центр волості — сільське селище (ест. alevik) Симеру. Крім того, на території волості знаходяться ще 2 селища: Няпі і Ухтна, і 28 сіл: Алувере (Aluvere), Андйа (Andja), Аресі (Aresi), Йяятма (Jäätma), Каарлі (Kaarli), Катела (Katela), Катку (Katku), Кохала (Kohala), Кохала-Еескюла (Kohala-Eesküla), Коовялйа (Koovälja), Муру (Muru), Нурме (Nurme), Папіару (Papiaru), Рахкла (Rahkla), Раудлепа (Raudlepa), Раудвере (Raudvere), Роодевялйа (Roodevälja), Рягавере (Rägavere), Сооалусе (Sooaluse), Сямі (Sämi), Сямі-Тагакюла (Sämi-Tagaküla), Тоомла (Toomla), Убйа (Ubja), Уссімяе (Ussimäe), Ваекюла (Vaeküla), Варуді-Алткюла (Varudi-Altküla), Варуді-Ванакюла (Varudi-Vanaküla), Вихма (Võhma).